# Аалликко, Йере
Йере Юлиус Аалликко (фин. Jere Julius Aallikko; род. 28 февраля 1994, Иматра, Кюми) — финский футболист, полузащитник финского клуба ОТП.

## Биография
Воспитанник клубов из своего родного города «ПаСа» и «ИПС». В 2010—2011 годах выступал за ИПС в четвёртом дивизионе Финляндии[уточнить]. В 2012—2013 годах играл за молодёжную команду венгерского «Гонведа».
В 2014 году перешёл в таллинскую «Левадию». Дебютный матч в чемпионате Эстонии сыграл 12 мая 2014 года против «Инфонета», заменив на 84-й минуте Илью Антонова. Всего за сезон сыграл 7 матчей в высшей лиге, из них только в одном вышел в стартовом составе, а также провёл два матча (1 гол) в кубке Эстонии и один матч в Лиге чемпионов. Вместе с «Левадией» стал чемпионом Эстонии и обладателем кубка страны (в финале кубка остался запасным). На старте сезона 2015 года сыграл два матча за второй состав «Левадии», затем перешёл в клуб третьего дивизиона Норвегии «Нутодден».
С 2016 года играл в низших лигах Финляндии. В 2016 году выступал в третьем дивизионе за «Култсу», затем в течение четырёх лет играл во втором дивизионе за «Оулу», провёл более 90 матчей. Победитель второго дивизиона Финляндии 2020 года. С 2021 года играет в третьем дивизионе за ОТП из Оулу.
Выступал за юниорские и молодёжные сборные Финляндии.

## Достижения
- Чемпион Эстонии: 2014
- Обладатель кубка Эстонии: 2013/14